# Andrena albopunctata
Andrena albopunctata là một loài Hymenoptera trong họ Andrenidae. Loài này được Rossi mô tả khoa học năm 1792.